# 余龙 (材料学家)
余龙，材料学家，华南理工大学教授，长期从事天然高分子材料研究。本科毕业于华南理工大学，1988-2014年在澳大利亚学习工作，2016年担任中国-新加坡国际联合研究院院长，担任《World Journal of Gastrointestinal Pharmacology and Therapeutics》等国际期刊编委，发表论文100多篇，取得多项科研成果。
在世界上首次成功研制并产业化了全淀粉可生物降解材料“淀粉塑料”，在业界获得“starchman”（淀粉人）的称号。